# Министр финансов Азербайджана
Министр финансов Азербайджана (азерб. Azərbaycan Maliyyə Naziri) — глава министерства финансов Азербайджана. Министр финансов Азербайджана назначается на должность и отстраняется от должности Президентом Азербайджанской Республики.
Нынешний министр — Сахиль Бабаев.

## Список

### Министры финансов Азербайджанской Демократической Республики
| # | Министр                  | Фото | Период нахождения в должности   | Партия       | В подчинении правительства |
| - | ------------------------ | ---- | ------------------------------- | ------------ | -------------------------- |
| 1 | Насиб-бек Усуббеков      |      | май 1918 — июнь 1918            | Мусават      |                            |
| 2 | Абдул Али-бек Амирджанов |      | июнь 1918 — октябрь 1918        |              |                            |
| 3 | Маммед Гасан Гаджинский  |      | 6 октября 1918 — декабрь 1918   | Мусават      |                            |
| 4 | И. Н. Протасов           |      | 22 декабря 1918 — март 1919     |              |                            |
| 5 | Али Ага Гасанов          |      | март 1919 — декабрь 1919        | беспартийный |                            |
| 6 | Рашид Хан Капланов       |      | 24 декабря 1919 — 1 апреля 1920 | Ахрар        |                            |

### Главы финансового ведомства Азербайджанской ССР
| #                                               | Министр                                         | Фото                                            | Период нахождения в должности                   | Партия                                          | В подчинении правительства                      |                                                 |                                                 |
| Народные комиссары финансов Азербайджанской ССР | Народные комиссары финансов Азербайджанской ССР | Народные комиссары финансов Азербайджанской ССР | Народные комиссары финансов Азербайджанской ССР | Народные комиссары финансов Азербайджанской ССР | Народные комиссары финансов Азербайджанской ССР | Народные комиссары финансов Азербайджанской ССР | Народные комиссары финансов Азербайджанской ССР |
| ----------------------------------------------- | ----------------------------------------------- | ----------------------------------------------- | ----------------------------------------------- | ----------------------------------------------- | ----------------------------------------------- | ----------------------------------------------- | ----------------------------------------------- |
| 1                                               | Насир Тагиев                                    |                                                 | 1920 — 1922                                     |                                                 |                                                 |                                                 |                                                 |
| 2                                               | Тевадорос Мирзабекян                            |                                                 | 1923 — 1924                                     |                                                 |                                                 |                                                 |                                                 |
| 3                                               | Мирза Давуд Гусейнов                            |                                                 | 1925 — 1925                                     | ВКП(б)                                          |                                                 |                                                 |                                                 |
| 4                                               | Алисаттар Ибрагимов                             |                                                 | 1926 — 1926                                     |                                                 |                                                 |                                                 |                                                 |
| 5                                               | Теймур Алиев                                    |                                                 | 1927 — 1930                                     |                                                 |                                                 |                                                 |                                                 |
| 6                                               | Али Мамедов                                     |                                                 | 1931 — 1931                                     | РКП(б)                                          |                                                 |                                                 |                                                 |
| 7                                               | Надир Ибрагимов                                 |                                                 | 1932 — 1934                                     |                                                 |                                                 |                                                 |                                                 |
| 8                                               | Исрафил Атакишиев                               |                                                 | 1935 — 1936                                     |                                                 |                                                 |                                                 |                                                 |
| 9                                               | Шахлар Тагиев                                   |                                                 | 1936 — 1937                                     |                                                 |                                                 |                                                 |                                                 |
| 10                                              | Мирабуталиб Самедов                             |                                                 | 1938 — 1946                                     |                                                 |                                                 |                                                 |                                                 |
| Министры финансов Азербайджанской ССР           |                                                 |                                                 |                                                 |                                                 |                                                 |                                                 |                                                 |
| 1                                               | Мирабуталиб Самедов                             |                                                 | 1946 — 1949                                     |                                                 |                                                 |                                                 |                                                 |
| 2                                               | Рза Садыхов                                     |                                                 | 1949 — 1958                                     |                                                 |                                                 |                                                 |                                                 |
| 3                                               | Курбан Халилов                                  |                                                 | 1958 — 1969                                     | КПСС                                            |                                                 |                                                 |                                                 |
| 4                                               | Бахшали Бахшалиев                               |                                                 | 1970 — 1987                                     |                                                 |                                                 |                                                 |                                                 |
| 5                                               | Бадир Гараева                                   |                                                 | 1987 — 1991                                     |                                                 |                                                 |                                                 |                                                 |

### Министры финансов Азербайджана
| # | Министр        | Фото | Период нахождения в должности | Партия            | В подчинении правительства |
| - | -------------- | ---- | ----------------------------- | ----------------- | -------------------------- |
| 1 | Бадир Гараева  |      | 1991 — 1992                   |                   |                            |
| 2 | Салех Мамедов  |      | 1992 — 1993                   |                   |                            |
| 3 | Фикрет Юсифов  |      | 1994 — 1999                   |                   |                            |
| 4 | Аваз Алекперов |      | 11 июля 1999 — 18 апреля 2006 | Новый Азербайджан |                            |
| 5 | Самир Шарифов  |      | 2006 — 2025                   |                   |                            |
| 6 | Сахиль Бабаев  |      |                               |                   |                            |